# Distretto di Gölköy
Il distretto di Gölköy (in turco Gölköy ilçesi) è uno dei distretti della provincia di Ordu, in Turchia.